# Ångermanälven
L'Ångermanälven è un fiume della Svezia settentrionale. È uno dei cinque fiumi più importanti della Svezia e il suo bacino idrografico, commisurato alla sua lunghezza, è costituito per ben 1250 km² da laghi.
Nasce dalla zona montuosa al confine con la Norvegia ed è composto in tre rami. Successivamente attraversa una zona occupata in massima parte da foreste sfociando infine nel Golfo di Botnia, in prossimità di cui si allarga in una specie di estuario a 16 chilometri a nord-est di Härnosand.
Ha portate variabili, caratterizzate da piene primaverili e magre estive. Alcune sue cascate sono sfruttate per la produzione di energia elettrica tramite centrali. È navigabile a partire da Solleftea, una zona tra le più importanti della Svezia per l'industria del legname. Buona parte del bacino fluviale costituisce la storica regione di Angengermandlam (20.000 km²), ora divisa fra le prefetture di Vasternorrlland a sud e Vasterbotten a nord.
Importanti affluenti sono il Vojmån, il Fjällsjöälven e il Faxälven.

## Galleria d'immagini

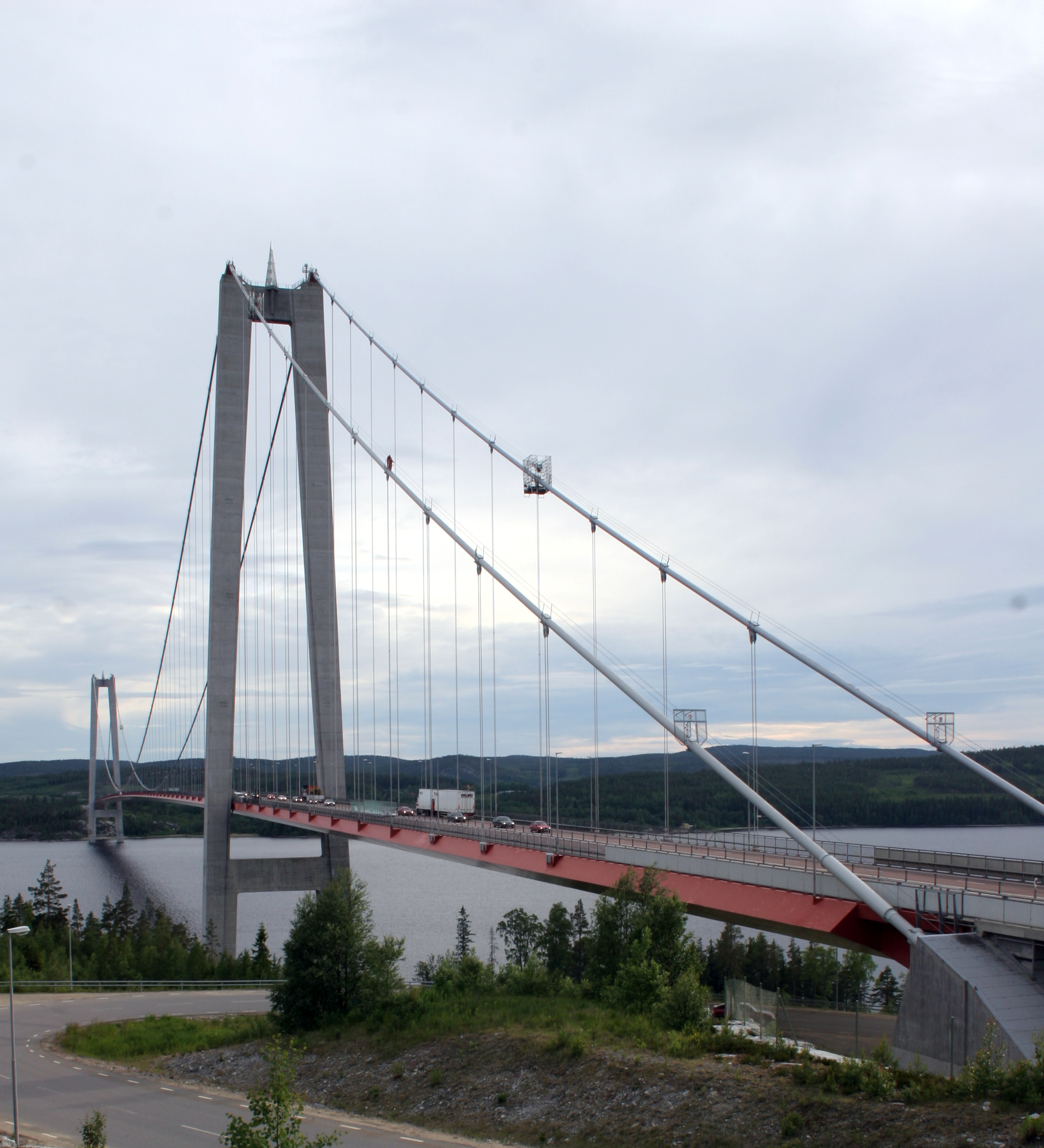
Il ponte Högakusten sul Ångermanälven
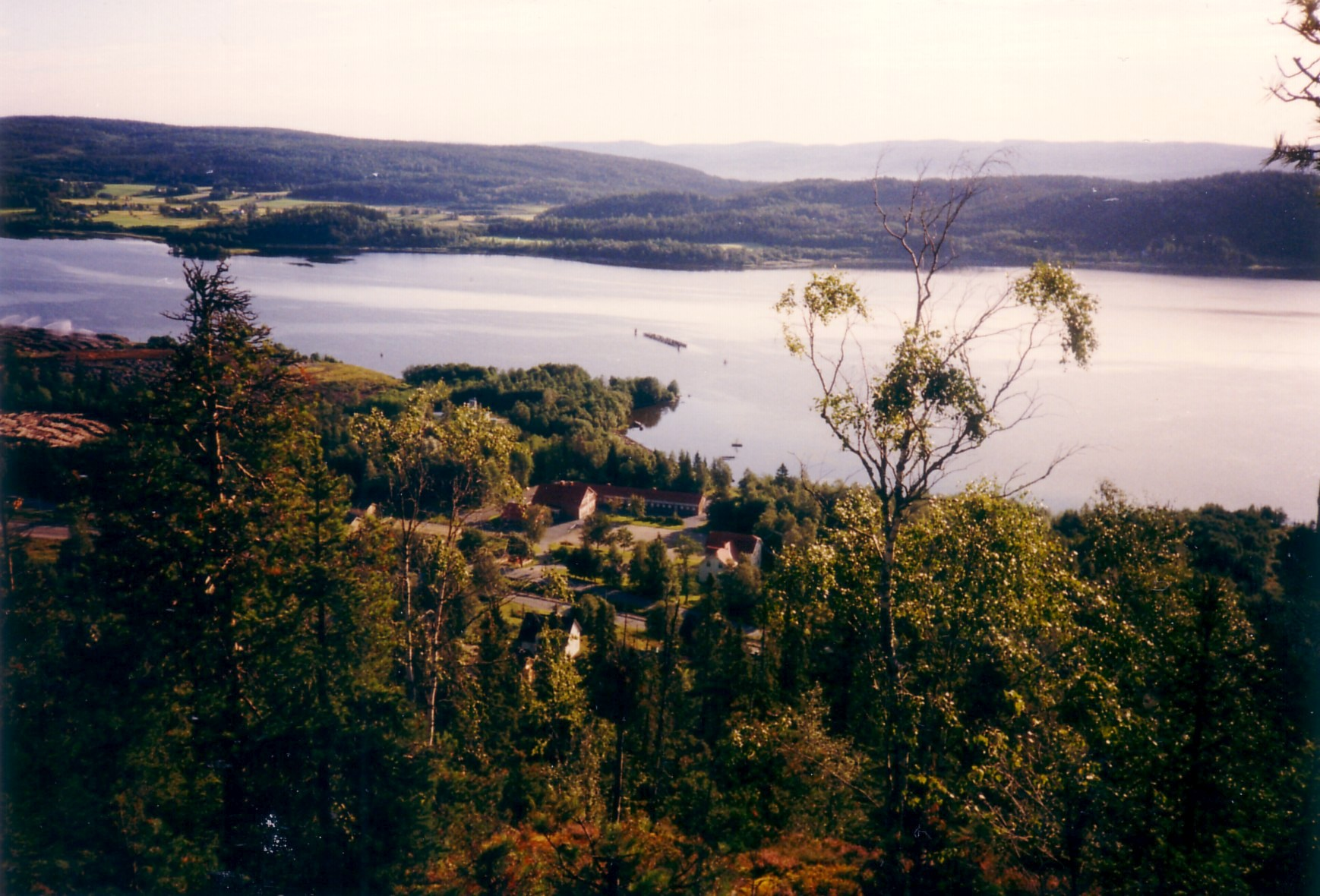
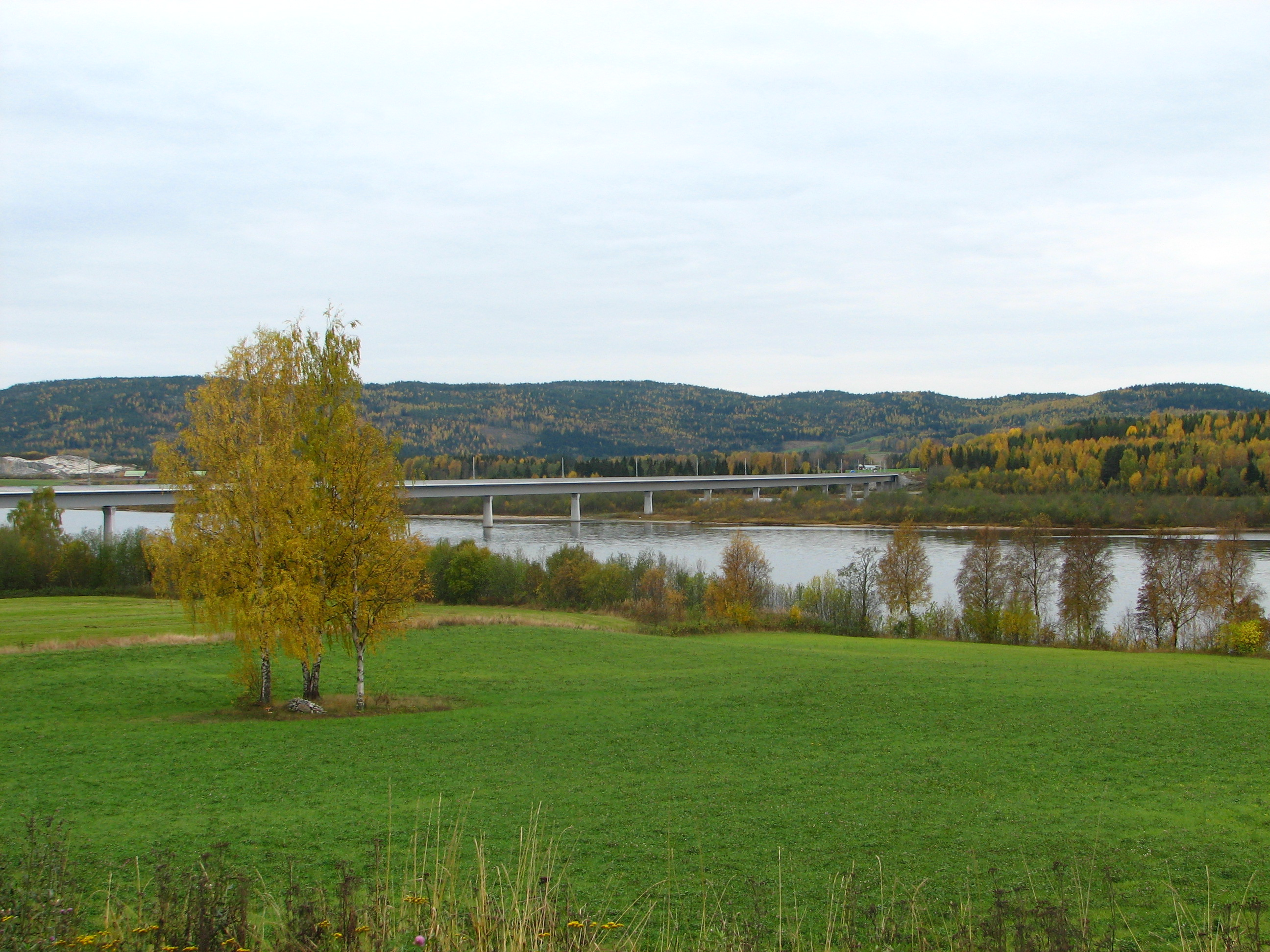
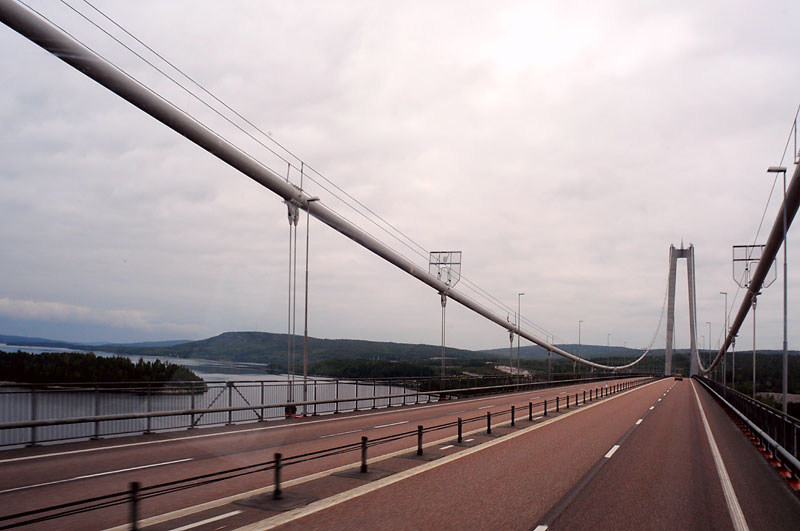
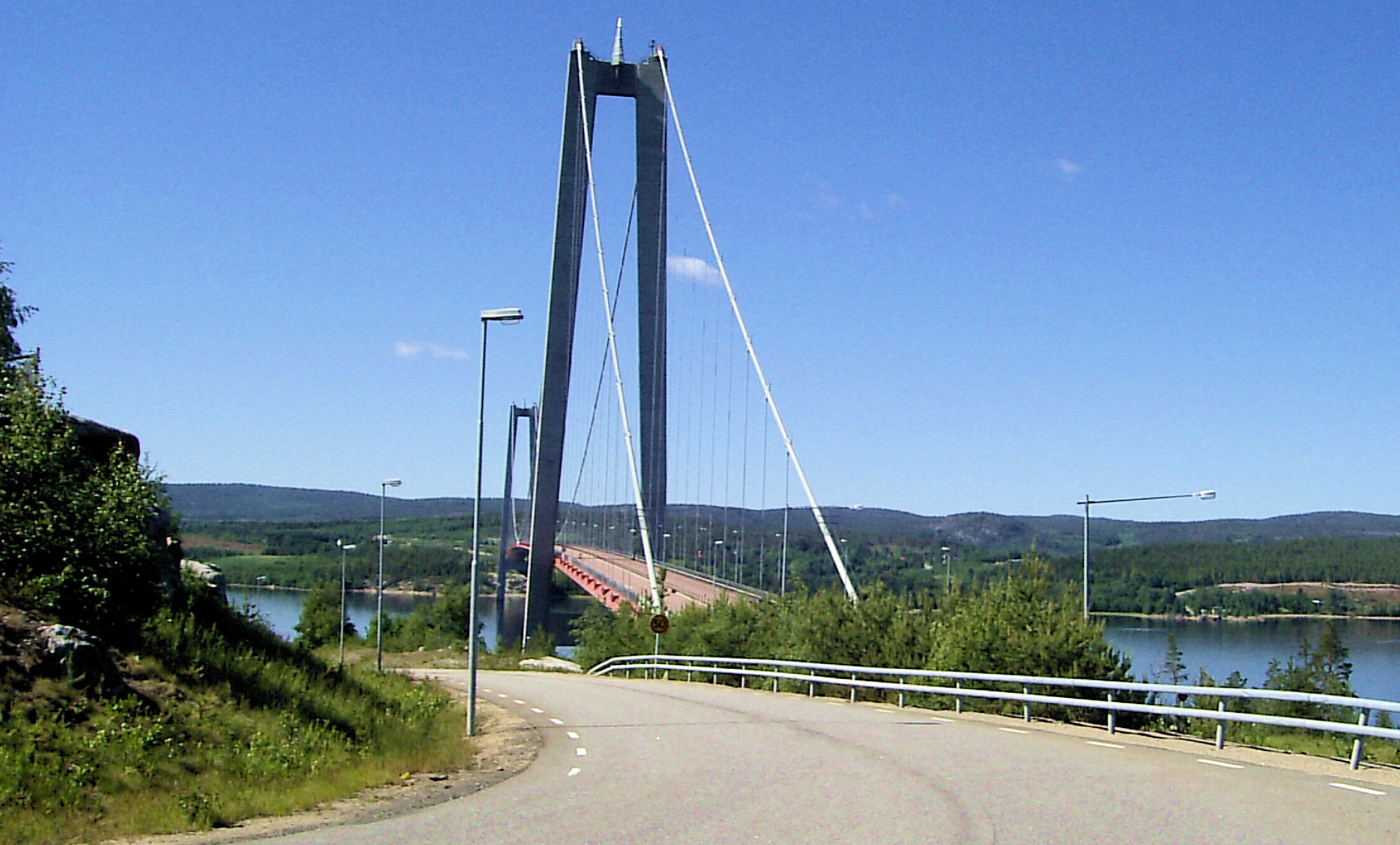
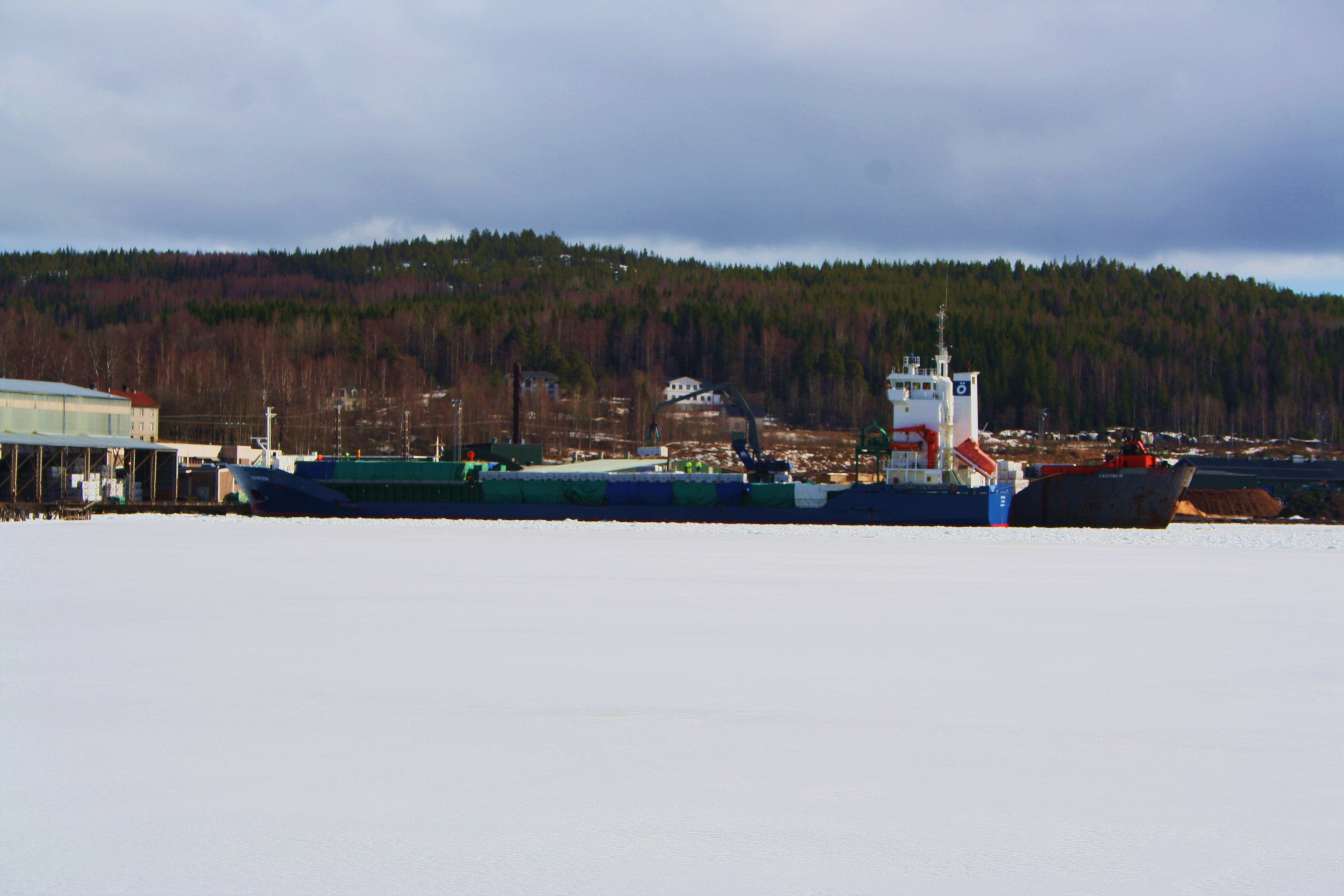
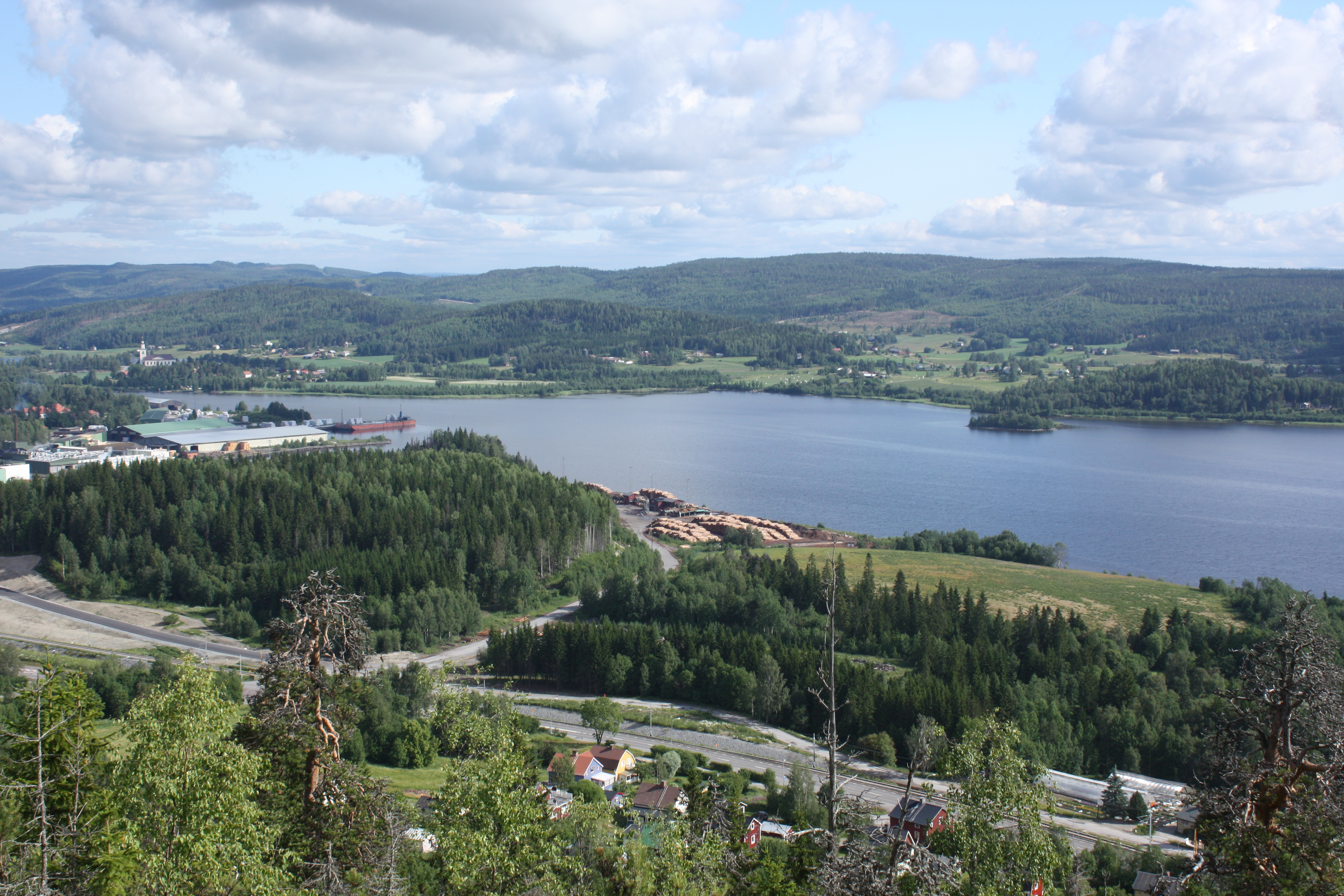
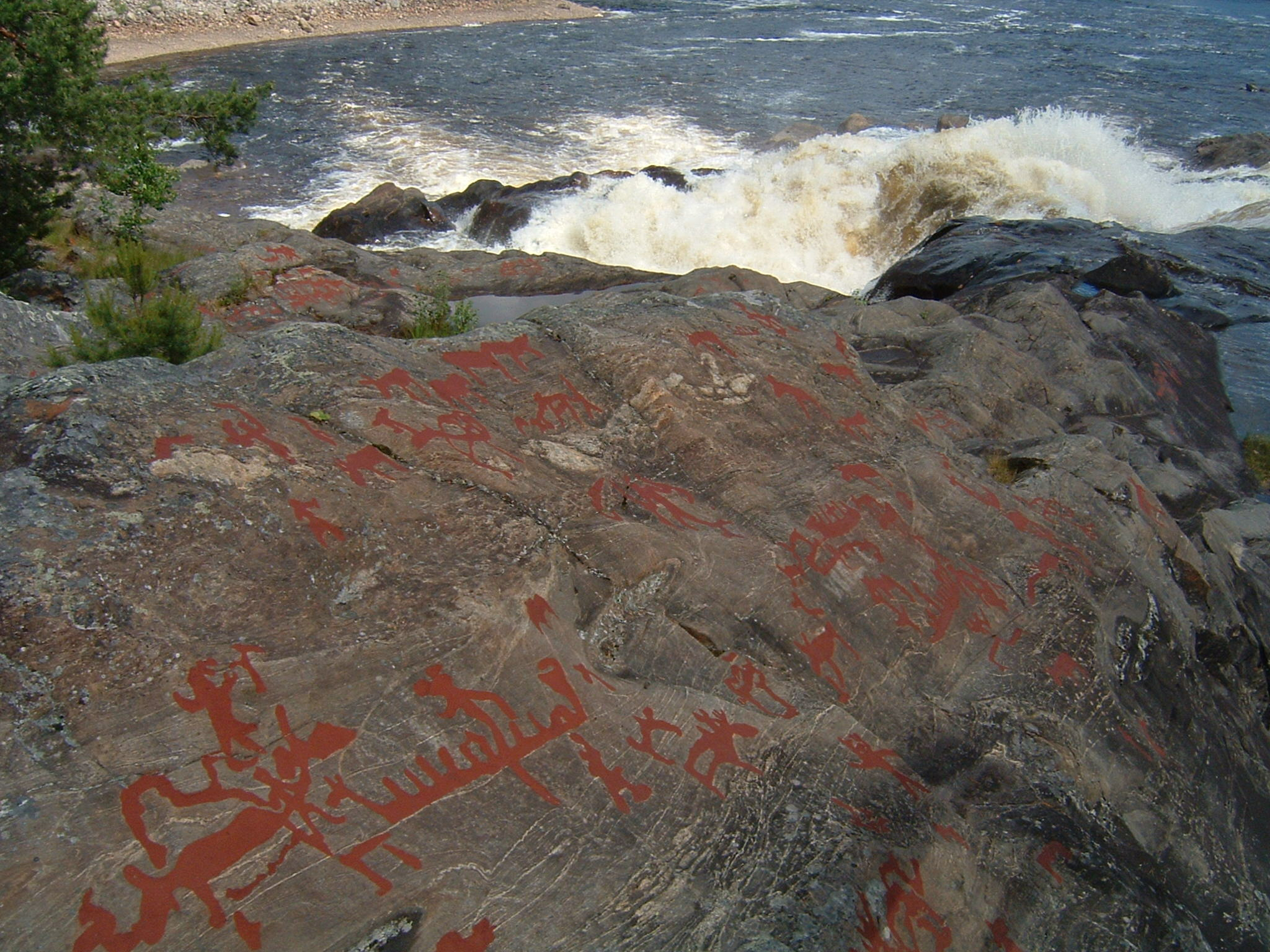
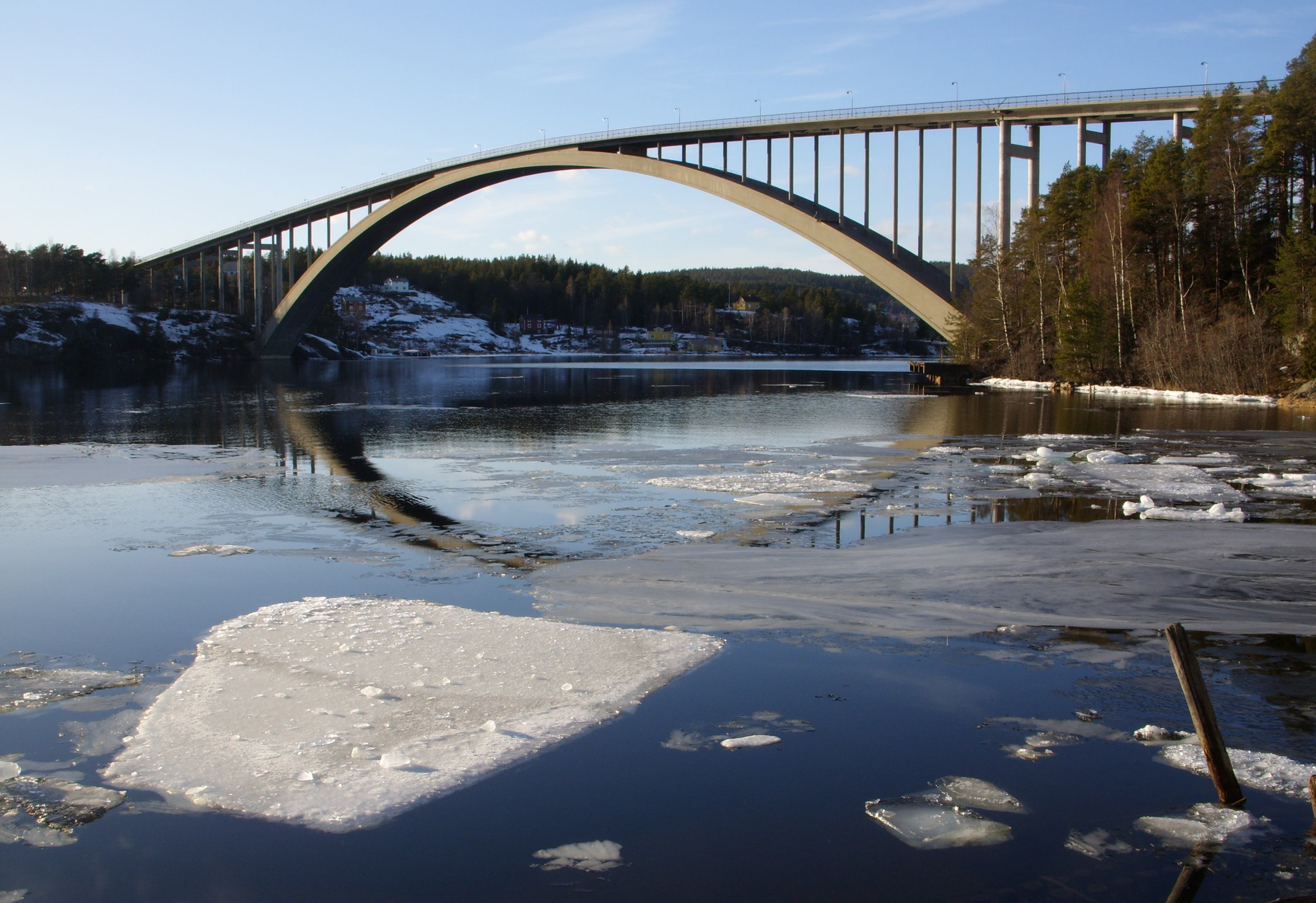